# 프레시 (영화)
《프레시》(영어: Fresh)는 2022년 공개된 미국의 블랙 코미디 공포 스릴러 영화이다. 미미 케이브의 감독 데뷔작이며, 데이지 에드거존스, 세바스티안 스탄 등이 출연하였다.
2022년 1월 20일 제38회 선댄스 영화제에서 전 세계 최초로 공개되었다. 평단으로부터 대체로 긍정 평가를 받았다.

## 줄거리
포틀랜드 출신 노아는 온라인 데이팅 앱을 통해 만난 무례한 남자들에게 환멸을 느끼던 중 마트에서 접근한 스티브와 번호를 교환하고 첫 데이트에 성관계를 갖는다.
그러나 노아는 바로 얼마 뒤 스티브의 집을 방문했다가 약을 탄 칵테일을 마시고 정신을 잃는다. 사슬에 묶인 채로 깨어난 노아에게 스티브는 자신이 인간 백정으로, 부유한 고객들에게 사람 고기를 팔고 일부는 자신도 섭취하며, 고객들이 젊은 여성을 선호하는 탓에 정기적으로 여성들을 유혹하고 데이트 자리를 마련해 납치해왔다고 밝힌다. 스티브는 고기 신선도를 위해 노아의 각종 부위 살을 그때그때 수술로 적출하며 최대한 살려둘 생각이라고 말한다. 노아가 탈출을 시도하자 스티브는 벌로 먼저 엉덩이살을 채취한다.
노아는 근처 방에 갇힌 다른 피해자 페니와 벽을 통해 대화를 나눈다. 페니는 피해자들 중 스티브와 성관계를 가진 사람은 아마 노아가 유일할 거라고 말하고 노아는 이를 유심히 새겨듣는다. 한편 노아를 찾던 절친 몰리는 노아와 스티브의 첫 데이트 때 음료를 서빙했던 바텐더 친구 폴과 스티브를 조사하다가 스티브의 본명은 브렌던이고 앤이라는 여자와 결혼한 유부남으로, 자식들도 있다는 사실을 알게 된다.
몰리가 집에 찾아가 앤 앞에서 노아와 불륜했냐고 추궁하자 브렌던은 부정하지만 몰리는 그 자리에서 전화를 걸고, 브렌던의 옷 주머니 안에 들어있던 전화기가 울린다. 브렌던의 실체가 들통났다는 걸 깨달은 앤은 몰리의 뒤통수를 쳐서 정신을 잃게 만든다. 앤은 후에 보철 다리를 지닌 것으로 드러나면서 전 피해자들 중 하나로 암시된다.
노아가 인간 고기 맛에 관심이 있는 척 하자 브렌던이 저녁 식사 자리로 부르고, 억지로 인간 고기를 먹은 노아는 방으로 돌아와 토한다. 두 번째 저녁 식사 자리에서 브렌던은 피해자들 소지품을 전리품으로 수집해놓은 숨겨진 진열장을 구경시켜준다. 노아는 그 안에서 몰리의 폰을 발견하는 한편 자신의 소지품은 없는 것을 확인한다.
확신을 가진 노아는 브렌던을 아직 좋아하는 척 연기해 경계심을 무너뜨린 뒤 구강성교를 하는 척 음경을 물어뜯고, 브렌던이 고통으로 몸부림치는 사이 몰리, 페니를 풀어주고 함께 도망치기 시작하는데...

## 출연
- 데이지 에드거존스 - 노아 역
- 세바스티안 스탄 - 스티브 / 브렌던 역
- 조니카 T. 깁스 - 몰리 역
- 샤를로트 르봉 - 앤 역
- 앤드리아 방 - 페니 역
- 다이오 오케니 - 폴 역
- 브렛 다이어 - 채드 역